# سفارة الولايات المتحدة في إندونيسيا
سفارة الولايات المتحدة في إندونيسيا هي أرفع تمثيل دبلوماسي لدولة الولايات المتحدة لدى إندونيسيا. تقع السفارة في جاكرتا وهي تهدف لتعزيز المصالح الأمريكية في إندونيسيا.

## وصلات خارجية
- الموقع الرسمي
- قائمة سفارات الولايات المتحدة
- قائمة السفارات في إندونيسيا